# モンスターハンター：ワールド
『モンスターハンター：ワールド』(Monster Hunter: World)は、カプコンより2018年1月26日に発売されたモンスターハンターシリーズのゲームソフト。略称は『モンハンワールド』、『MHW』。日本を含むアジアではPlayStation 4、Microsoft Windowsで発売され、北米、欧州ではXbox Oneでも同時発売された。またその約6年後、本編とアイスボーンの両方を含めて、日本およびアジアでXbox One版が2024年6月5日に発売された。
2025年3月末時点で全世界累計販売本数は2850万本に達し、カプコン史上最も売れたゲームタイトルとなっている。2019年9月6日には、大型拡張コンテンツ『モンスターハンターワールド：アイスボーン』が発売された。

## 概要
2017年6月13日にPlayStation E3 MEDIA SHOWCASEで発表された。
本作でプレイヤーは新たに発見された「新大陸」の調査団の一員として、未知のモンスターたちの調査とハンティングを行う。マップは様々な地形を持つエリアがシームレスに繋がっている。オフライン時は1人でプレイするが、オンライン時は最大4人での協力プレイが可能で、クエスト中の途中参加も可能になった。PS4/Xbox One/PCの性能を生かし、グラフィックが綺麗になっただけでなく、ゲームシステムも見直されている。新システムや新モンスターも導入される。
プロデューサーの辻本良三は、本作品の位置づけやネーミング等について「コンセプトとして、“いまの最新技術を使って最高のハンティングアクションを作る『モンハン』”という思いがありますから。スピンオフ作品ではない『モンハン』です。ただ、『モンスターハンター5』というように数字を付けてしまうと、「難しそうだ」と構えてしまう方もいらっしゃると思いますので、『モンスターハンター：ワールド』としました」と語っている。これに伴いタイトルロゴも一新されている。
ベータテスト
PlayStation Plus加入者向けの第一回ベータテストが2017年12月10日2:00から12月13日1:59まで実施された。シングルプレイと最大4人までのマルチプレイが可能で、古代樹の森／ドスジャグラスの狩猟、古代樹の森／アンジャナフの狩猟、大蟻塚の荒地／ボルボロスの狩猟の3種類のクエストが体験できた。なお、ゲームデータのセーブは出来ないという制約がある。
第二回ベータテストは2017年12月23日2:00から12月27日1:59まで実施され、PlayStation Plusに加入していなくてもプレイすることが可能となった。
第三回ベータテストは2018年1月19日11:00から1月22日10:59まで実施され、本作のメインモンスターであるネルギガンテのクエストが追加された。

### エディション
パッケージ版、ダウンロード版、本体同梱版など複数のパッケージが発売された。
パッケージ通常版
ブルーレイディスクで販売される通常版。
ダウンロード通常版
PlayStation Storeでダウンロード販売される通常版。ゲーム内容はパッケージの通常版と同じ。
デジタルデラックス版
追加ジェスチャー3種、追加スタンプセット、追加フェイスペイント、追加ヘアスタイル、重ね着装備「鎧武者シリーズ」がダウンロード可能。
コレクターズエディション
デジタルデラックス版の内容をダウンロードできるコードが同梱されている。ネルギガンテのフィギュア、10曲収録のサントラCD、アートブックも同梱されるパッケージ版の限定版。
イーカプコン限定版
カプコンの通販サイト専用の限定版。オリジナルのヘッドセットが同梱される。
PlayStation 4 モンスターハンター：ワールド スターターパック
500GBのPS4本体とパッケージ版のセット。色は白と黒の2種類がある。
PlayStation 4 Pro モンスターハンター：ワールド リオレウスエディション
リオレウスデザインの特製PS4 Pro本体とダウンロード版のソフトが同梱される。

## ゲームシステム
本項では、従来のシリーズ作品から変更された点や本作で導入された新要素を中心に解説する。
フィールド
一つのフィールド（狩場）は複数のエリアに分かれており、従来のシリーズではエリアチェンジのたびに画面が切り替わる仕様だったが、本作ではシームレスに1枚のマップとなっている。またフィールドそのものが最大三層の階層構造となり、あるエリアの真上や真下に別のエリアが存在するフィールドもあるため、トータルの広さも従来の2倍から2.5倍ほどに広くなっている。
環境生物
自然のツタを利用してモンスターを罠にかけたり、自生している草や虫を食べてその場で回復したりといったフィールドの自然を利用した新要素が導入されている。罠や回復以外にも、周辺に状態異常を撒く生物などもいる。それらはまとめて「環境生物」と呼ばれる。
環境生物の中には、ダメージなどを与えることができずゲームには影響しないが、専用の捕獲用ネットや釣り竿などで捕獲でき、自室に展示できるものもいる。
オトモアイルー
従来のシリーズではNPCから紹介されたアイルーの中から選び、複数体雇えたが、本作ではキャラクターメイキング時に同時にメイキングできる一体のみが専従する。また他のプレイヤーとフレンドになると、ソロプレイ時にフレンドのオトモアイルーが時折フィールドに現れる。なお従来のシリーズにあった「待機中のオトモアイルーを専用クエストに派遣する」システムは、本作ではフレンドやNPCハンターのオトモアイルーが担当する。
オトモダチ
フィールドに出現し、ソロプレイ時のみ一時的にパーティーに加わるNPC。大きく分けて3種類あり、フレンドやNPCハンターのオトモアイルー、フィールドにのみ出現する新大陸の獣人族テトルー、特定の小型モンスターである。特にオトモダチとしてパーティーに加わった小型モンスターは「オトモダチモンスター」と称され、同種を含めた他のモンスターと敵対する。
回復
フィールドに自生する回復ミツムシや回復ツユクサは、その場で使用して回復できる。また、従来のシリーズでは回復薬や肉を使うと、一旦停止して薬を飲んだり、肉を食べるアクションをしたあとでガッツポーズを取っていたが、本作では止まらずに回復が可能で、回復後にポーズも取らず、途中でキャンセルできるようになっているが、途中でキャンセルすると回復量がその瞬間に停止し、消費扱いとなって数が減ってしまう。
クエスト
本作のクエストは大きく4種類に分けられ、ストーリー進行やHRに関わり従来のキークエストに相当する「任務クエスト」、制限なく繰り返し受注可能で従来の村クエスト/集会所クエストに相当する「フリークエスト」のほかに、ランダム生成され受注回数制限と特別報酬枠があり未登録のものはランダムに入れ替わる「調査クエスト」、オンラインで定期的に期間限定で配信される「イベントクエスト」、他のゲームとのコラボや追加モンスターの短いシナリオなどが遊べる「特別任務」がある。
また従来のシリーズにあった闘技場クエストは、指定の装備から選んで戦う従来の「闘技大会」のほか、オンラインで定期的に期間限定で配信される「チャレンジクエスト」、大型モンスターを捕獲すると一時的にフリークエストに出現する「特殊闘技場」がある。闘技大会およびチャレンジクエストは、集会エリアでのみ受注できる。
消耗品
Lv1通常弾や砥石、ピッケルなどと言った基本的な消耗品の一部が、ハンターの標準装備としてシステムに組み込まれ、無限に使えるようになった。これに伴い従来のシリーズにあった消耗品の一部が廃止された。なお、より上位の能力を持つ消耗品は従来通り存在するが、鉱石の採掘は消耗品を使わない仕様になったため、ピッケルは全て廃止されている。同様に虫あみも全て廃止されたが、虫そのものは素手あるいは無限に使える捕獲用ネットでの採取が可能。なお、その時調査ポイントが追加される。
導虫（シルベムシ）
ホタルのように発光する虫で、自動で目標物に目印を付けたり誘導したりするシステム。特定のモンスターの足跡や粘液などの痕跡を一定数集めることで、そのモンスターへの誘導を開始するほか、至近にある薬草や鉱脈やアイテムなどの位置の目印にもなる。またマップから目標物をロックすると、その目標物まで誘導する。ただし、モンスターとの戦闘が始まると虫籠の中へ引っ込み、非戦闘状態に戻るまで利用できない。これに伴い、従来のシリーズにあった「ペイントボール」は廃止された。
スリンガー
左腕に装着されたハンターの標準装備で、従来のシリーズにおける「投げる」動作を行なうシステム。従来のシリーズでは「石ころを投げる」場合、石ころを拾って、アイテムを選択して、さらに使うという手順を踏む必要があった。本作では石ころを拾うと自動でスリンガーにセットされ、すぐ発射できるようになった。また、投げる場合と異なりセミオートの照準を持つ。なお設定上は超小型かつ片手で射出できるように作られたクロスボウのようなもの。
基本的にフィールドに落ちている弾（の材料）を拾ってセットし使い捨てるが、投げナイフや移動用ロープを射出したり、捕獲用ネットを投擲したりと、狩りの補助に使えるツールとなっている。一度にセットできる弾（の材料）は一種類のみ。弾の材料は石ころ以外にも様々あり、「モンスターのフン」は従来のこやし玉に相当するほか、周囲をぼんやり照らす「ヒカリゴケ」や投擲先に着火する「種火石」相手にあたると弾けて攻撃する「弾けクルミ」などがある。
自動調合
調合によって生成可能な消耗品のうち、一部は自動で調合できるようになり、また、従来までの様に確率によって調合が失敗する事が無くなっている。例えば、フィールドで薬草を取ると自動的に回復薬になる。自動調合は素材をフィールドで入手した際に、必要な素材が揃っており、所持数上限に達していない場合のみ発動する。なお消耗品ごとに自動調合のオンオフが設定でき、また自動調合が不可な消耗品も存在する。
調査ポイント
一部の施設で貨幣のように使えるポイント。食事場では食事代の支払いに金銭、調査ポイント、食事券の3種類から選べるほか、植生研究所の肥料代など、調査ポイントでのみ利用できる設備もある。
本作は「古龍を含めた新大陸の生物の生態調査を行なう」設定のため、大型モンスターの痕跡を回収したり、各種モンスターを狩猟したり環境生物を捕獲したりなどすれば既定の調査ポイントが入手できる。また鉱脈や骨塚のように、フィールドの各所に調査ポイント（特産品：キノコ、花など）を取得できる専用の調査地点がフィールドに点在している。
バウンティ
クエストとは異なるNPCからの依頼で、達成しなくてもゲームそのものに支障はないが、指定された条件を達成し報告することで、一部の機能が拡張されたりレアな素材アイテムが入手できたりする。
またオンラインで定期的に、期間限定のバウンティが配信されている。
ベースキャンプ
調査拠点からフィールドに移動した時のベースキャンプは、従来のシリーズではフィールドごとに1ヶ所だけだったが、本作ではバウンティを達成することで追加設置でき、クエストの出発地点として選べるようになった。また食事や装備変更、アイテム類の出し入れも可能で、クエスト中でも制限なく利用できる。戦闘中・警戒中でなければファストトラベル（ベースキャンプに即座に移動する）も可能。モドリ玉で強制帰還する場合は最寄りのベースキャンプに固定で移動する。
なお、クエストが終了した際の戻り先に初期ベースキャンプか調査拠点かが選べるようになっており、初期ベースキャンプに戻った場合はそのままフィールド探索に出ることも、改めて別のクエストへ出発することもできる。ベースキャンプへ戻り、同じフィールドのクエストを受けた時のみ読み込み時間が少し短縮するメリットがある。
大型モンスター同士の争い
従来シリーズでは複数体の大型モンスターがかち合った場合、大抵は大型モンスター同士で争うことはせず目の前のハンターのみを狙うということがほとんどであったが、本作ではその場にハンターがいたとしても積極的に争い合う姿（縄張り争い）が見られるようになり、大型モンスター複数体とハンターによる三つ巴の狩猟が展開されるようになった。また大型モンスターの優劣によって一方的にダメージを受ける、痛み分けになる等の特定のモーションも存在する。
大型モンスターの研究レベルとガイドレベル
大型モンスターごとに、弱点や素材などの情報がゲーム内で参照できるようになった。それらを参照するには、痕跡を集めたり狩猟したりして対象となる大型モンスターの「研究レベル」を上げる必要がある。設定上は「痕跡を集めたり狩猟したりすることで、新大陸における大型モンスターの生態が新たに判明した」ことになっている。
また導虫の誘導にも大型モンスターごとにレベルがあり、こちらは「ガイドレベル」と呼ばれる。こちらも対象となる大型モンスターの痕跡を集めたり狩猟したりすることでレベルが上がる。ガイドレベルが低いと誘導しないが、レベルが上がるにつれ痕跡や対象への直接の誘導が始まり、また移動先の予測も可能となる。ただしガイドレベルは、対象となる大型モンスターを狩らずにいると徐々に下がっていく。
武器と防具
武器種は大剣、太刀、片手剣、双剣、ランス、ガンランス、ハンマー、狩猟笛、操虫棍、スラッシュアックス、チャージアックス、ライトボウガン、ヘビィボウガン、弓の14種類。
防具は従来のシリーズでは剣士用とガンナー用に分けられていたが、本作では統一された。ただし、近接武器（剣やランスなど）を装備すると防御力（物理攻撃を軽減）が、遠距離武器（ボウガンや弓）を装備すると属性耐性（炎属性や雷属性などの属性攻撃を軽減）が上昇する。
護石
特定のスキルを持つ装備品で、呼称は「○○の護石」のように各スキル名を冠したものとなる。護石自体には攻撃力も防御力もないが、防具や装飾品と併せてスキル効果を発揮できる。従来のシリーズでは採掘で入手し未鑑定状態では「お守り」と言う表示だったが、本作では武器や防具と同様に加工屋にて素材を消費して生産・強化する。
カスタム強化
武器と防具に追加された強化方法で、通常強化をし終えた武器と防具を更に強化する事が可能になる。その際に特殊な素材が必要となるが、武器は攻撃力や改心率と言った攻撃面以外に、防御力アップや攻撃時に回復するようになる等、更に強力になり、防具は純粋に強化レベルを上げる事が可能になったが、強化に掛る費用もそれなりに掛かる。
装飾品
防具に特定のスキルを付与するアイテムで、呼称は「○○珠」のように各スキル名を冠したものとなる。従来のシリーズでは素材を消費して生産するものだったが、本作ではクエスト報酬として「○○の珠」という鑑定アイテムとして入手し、鑑定後スキルが分かる。「スロットレベル」という概念が新たに加わり、レベルにより装備できる防具に制限を受ける。ただし、例外として一部の装飾品は生産可能である。
特殊装具
一定時間だけ耐性が上がる、ダメージを受けない等の特殊効果を発揮する装備品。特殊装具自体には攻撃力も防御力もないが、スキルに似た特殊効果を持ち、効果時間が切れた後クールタイムを経て再使用可能になる。
特殊装具には大きく分けて、防具の上から羽織り使用者のみ効果を受ける「装衣」と、設置地点を中心とした一定範囲内のプレイヤー全員に効果を持つ「煙筒」がある。
重ね着
防具の見た目を能力をそのままに別の防具へと変更する事が可能となり、見た目を気にせずに様々な防具を使用出来る様になっている。そして武器は一部を除いてほぼ全てに対し、その見た目を変える事が出来る様になっている。
歴戦の個体
任務クエストを全てクリアすると出現するようになる、大型モンスターの中でもラスボス以上に強力でレアな個体。ラスボスを除く(ラスボスや一部のモンスターは歴戦王という歴戦よりも強力な個体である)ほぼ全ての大型モンスターに歴戦の個体が存在し、呼称は「歴戦キリン」のように通常の大型モンスターに「歴戦」を冠したものとなり、アイコンは通常の大型モンスターのものが青紫で縁取られる。
キャラクターボイス
従来のシリーズでは登場人物は音声上ではゲーム独自の言語である「モンスターハンターの言語」で話し、字幕で各言語に対応していたが、本作から音声上でもプレイヤーが設定した言語に応じて話すように変更された。

### マルチプレイ
従来のシリーズ同様、オフライン時は1人プレイ、オンライン時は最大4人同時プレイが可能。従来のシリーズでは一旦クエストが始まったら、途中で他のプレイヤーが参加することはできなかったが、本作からクエストの途中参加も可能になった。受注済みのクエストに、他のプレイヤーが「クエストに参加する」ことで途中参加が可能。マルチプレイに関する各機能はPlayStation 4版はPlayStation Plus、Xbox One版はXbox Live Goldに加入することで使えるようになる。
コミュニケーションはボイスチャット（ヘッドセット使用時）とテキストチャットが使用可能。また、ワールドワイドサーバーで展開されており、異なる言語を使うユーザー同士のコミュニケーションを図る目的で定型文やスタンプの利用も可能となっている。言語によるフィルタリングも可能で、自分と同じ言語を使うユーザーのみと遊ぶことも可能。
救難信号
「救難信号」を出すことでも、途中参加が可能。救難信号が送られると他のプレイヤーの「救難信号クエストに参加」のボードにクエストが張られ、それを受注した人が駆けつける形になる。　ただし、クエスト開始から１０分以上経過してしまうと途中参加してクリアしたプレイヤーのクリア報酬が減ったり基本報酬が消費アイテムになったりする。

## ストーリー
モンスターハンターワールド
巨大な古龍達が新大陸に渡る「古龍渡り」の謎を解く為に、ギルドはおよそ10年に一度の割合で、4度の「新大陸古龍調査団」を新大陸に送っていた。今回、古龍ゾラ・マグダラオスが渡りを行った事を受けて5度目の調査団の派遣を決定する。その調査団には、一人の若いハンターが含まれていた。しかし、新大陸を目前に調査団の乗った船は巨大なモンスターに襲われる。そのモンスターこそ調査対象である古龍ゾラ・マグダラオスだった。命からがら新大陸に到着した若きハンターたちは、現地の調査団と合流し、彼らの指導と支援の下、古龍の生態解明に向けてゾラ・マグダラオスの足跡を追うことになる。
アイスボーン
新種の古龍ゼノ・ジーヴァの調査により、「古龍渡り」の謎を解明した「新大陸調査団」は、新大陸の生態調査を続けていた。ある日、多数のレイギエナが海を渡る現象が発生し、そのレイギエナを襲撃するモンスターが確認された。レイギエナの後を追う調査団は、氷に覆われた未知の陸地を発見、その陸地を「渡りの凍て地」と名付けると、新たな調査を開始する。

## 登場人物
5期団
古龍ゾラ・マグダラオスの渡りに合わせて新大陸へ派遣された過去最大規模の調査団。古龍渡りの謎を解明する希望の青い星としてハンターを中心に構成されており、中でもギルドから推薦された通称「推薦組」は優秀な人材で、ハンターと編纂者の2人1組での行動が原則とされる。エンブレムは鳥の羽にも見える追い風を象ったもの。
ハンター
本作の主人公でプレイヤーキャラクター。第5期の調査団として新大陸へ渡ることになるモンスターハンターで推薦組の一人。名前や性別、顔、声などは自由にキャラクターメイキング可能。片手剣、双剣、大剣、太刀、ランス、ガンランス、ハンマー、狩猟笛、スラッシュアックス、チャージアックス、操虫棍、ライトボウガン、ヘビィボウガン、弓といった様々な武器を使いこなす。
新大陸に渡る以前も各地を任務で飛び回っていたらしく、そのため新大陸への船にも遅れ主人公1人のために出航を遅らせたという話を本編中で聞くことができる。ストーリー中、よく高所から転落するためNPCからは主に「空から来た5期団」と呼ばれる。古龍渡りの謎が解明された後は、その功労者として「青い星」とも呼ばれるようになる。
オトモアイルー
主人公に付き従うアイルー族。第5期調査団として主人公と共に冒険を繰り広げる。攻撃、回復、採取など主人公を全面的にサポートする。模様や名前はプレイヤーが自由にメイキングできる。ただし、マルチプレイでプレイヤー人数が3人以上の時はオトモは自動で待機状態となる。
受付嬢
声 - 小市眞琴
主人公とコンビを組むことになる編纂者の女性。利発で明るい性格。情報統括のエキスパートで、主人公と共に行動し、様々な情報をまとめる。主人公と共にフィールドへ同行する関係上、従来のようなギルドの制服ではなく活動に適した服装をしている。食に強いこだわりを持ち「迷ったら食ってみろ」が信条でキャンプでは料理も行う。なお祖父は元1期団員で、調査団への参加も快く承諾されたとのこと。調査の際は先走りがちで、ことあるごとにモンスターと遭遇しては危険な目に遭うなどトラブルメーカーとなっている。
主人公を「相棒」と呼ぶ。アイスボーンでは祖父が彼女に手渡したある物がストーリーに大きく関わってくる。
陽気な推薦組
声 - 井上宝
第5期の調査団の一人。赤い髪の男性ハンター。片手剣を愛用している。勝気な推薦組とコンビを組む。自ら志願して調査団へと入った。なお、狩王決定戦2018仙台大会にてモンスターハンター4(G)に登場する「筆頭ルーキー」と同一人物であることが判明したため、この時点で本作唯一の過去作からの登場人物となる。口調は筆頭ルーキー時代よりも大人びているが、時々「〜ッス」と過去作同様の口癖がでる。また過去作からの癖で、ほとんどのNPCが装備を変更することがないのに対し、陽気な推薦組はちょくちょく装備が変わっている。
アイスボーンにて本名が「エイデン」であることが明かされた。映画「モンスターハンター: レジェンド・オブ・ザ・ギルド」では主人公として登場。
勝気な推薦組
声 - 川崎芽衣子
第5期の調査団の一人。カチューシャをして緑の服を着ている女性編纂者。陽気な推薦組とコンビを組む。切れ長の目でクールな外見をした女性。裕福な家でお嬢様として育てられたが、親に決められた生き方を嫌い、家を飛び出して調査団へ志願した。
映画「モンスターハンター」「モンスターハンター: レジェンド・オブ・ザ・ギルド」にも登場し、本名が「リア」であることが明かされた。

4期団
10年前に派遣された4度目の調査団。増えた人員による調査の拡大を担うため、物資調達と管理能力に優れた人材で構成される。エンブレムは車輪もしくは歯車を象ったもの。
調査班リーダー
総司令の孫。新大陸で生まれ育った青年ハンター。骨でできた大剣を装備している。主人公が最初に会った調査拠点アステラの人物で、新大陸上陸時にはぐれた主人公と受付嬢を探していた。本人は「新大陸生まれだから何期団でもない」と言うが、左胸に4期団のシンボルを付けている。
物資班リーダー
調査資源管理所にて調査団の物資を管理している「リーダーズ」3人組の1人。黒髪で黒い肌の女性。第4期の調査団。
はきはきとした口調とおおらかな物腰をしているが、「家族はいない」とか調査団に参加した理由について「闇市場を牛耳るよりも面白そうだった」という話をはじめとして過去に裏を感じさせる人物。

3期団
20年前に派遣された3度目の調査団。調査を促進すべく、学者がメンバーの9割を占める。エンブレムは水が溢れる杯のようなもの。
3期団の期団長
声 - きそひろこ
研究基地に拠点を構える天才学者。けだるげな竜人族の女性で、研究班リーダーの妹。変わり者の多い研究者たちの中でも特に奇人変人と呼ばれており、時折独特な冗談を口にする。あまりにも強い研究意欲により到着早々に船を気球に改造し新大陸奥地へと向かおうとするが風漂竜レイギエナにより墜落してしまい現在に至る。様々な分野に精通するが専門分野は脳科学。
研究班リーダー
調査資源管理所にて調査団の物資を管理している「リーダーズ」3人組の1人。白髪交じりの長髪をポニーテールにまとめた長身の竜人族の男性で、3期団の期団長の兄。現在は研究成果や人材の管理、ギルドへの報告等が主な業務となっており、自分の研究に没頭したいと時折こぼすことも。植生研究所の所長によると、生物学にも植物学にも自然科学にも造詣が深いとのこと。
生態研究所の所長
新大陸のモンスターを研究する学者。モンスターの痕跡を集めたり狩猟したりすると、それらの研究レポートをまとめてくれる。小柄な竜人族の老爺で、山積みされた本に囲まれているが片づける気はない。
調査班リーダーのことを「ボン」と呼び、彼の成長を間近で見てきた。子供のころ勉強を教えていたと語っている。勉強をさぼったときはげんこつでお仕置きをしていたらしい。
植生研究所の所長
新大陸の古代樹や植物類を研究する学者。単独で大蟻塚の荒地へ調査に出かけ泥魚竜ジュラトドスに襲われたところを主人公に救出される。救出後は古代樹研究の一環として、主人公が集めた植物素材の栽培を引き受ける（従来のシリーズの「農場」に相当）。メガネをかけた長身の竜人族の青年で周囲からは「若所長」と呼ばれる。
三爺
研究者である竜人族の小柄な老爺たち。快活な学者、明朗な学者、陽気な学者の3名だが、他の調査団員からはもっぱらまとめて「三爺」と呼ばれる。老齢ながら研究熱心で行動力に溢れ、調査のためなら危険を顧みず自らハンターを率いて現地に赴くが、周囲は既に制止することを諦めている。ゾラ・マグダラオスの痕跡が発見された大蟻塚の荒地へも、例に漏れず大八車に大荷物を積み現地へ赴こうとしたため、主人公が護衛を務めることになる。
マカ錬金研究員
マカ錬金を研究している小柄な竜人族の老女。大峡谷に墜落した研究基地に長く取り残されていたが、ゾラ・マグダラオスが起こした地殻変動により20年ぶりに調査拠点アステラへ戻る。その後はアステラの一角で研究の一環として素材や装飾品をマカ錬金してくれる。

2期団
30年前に派遣された2度目の調査団。技術向上の促進を狙い、1期団の要請により「旧大陸の常識をぶち壊せる技術者」が6割を占める。エンブレムは渦巻く炎を象っており2期団の者たちは「炎の印」と呼んでいる。
2期団の親方
第2期調査団のリーダー。加工屋として、各種素材から新しい武器や防具を生産したり、強化してくれる。スキンヘッドで髭もじゃの男性で、右目にアイパッチをし、手にはいつもハンマーを持っている。筋骨隆々の見た目をしているがかなりの老齢であるらしく、腰痛のため動かずに作業をしようと開発した物が後にスリンガーとして改造されハンターたちに普及していった。
武具屋
既製の武器や防具を販売している女性。時折、開発中の特殊装具の素材集めを主人公に依頼し、その報酬として完成した特殊装具をくれる。
気球開発員
20年前に3期団の船を気球に改造した技術者。気球が風漂竜レイギエナの襲撃で墜落したと聞いて責任を感じ、レイギエナの攻撃にも耐える気球の開発に専念してきた。ゾラ・マグダラオスが起こした地殻変動により研究基地へ赴き再び気球へ改造し、主人公のレイギエナ討伐もあって今度こそ飛行を成功させた。以降も研究基地に留まり、研究者たちを補佐している様子。

1期団
約40年前に派遣された最初の調査団で約30名で構成されていた。未知の大陸の調査を担うため、能力の高いタフな人材が揃う。その大半は既に引退し帰郷したとのこと。団の特徴としては単独行動が多く、また、ふらっと探索に出ている事が多いため、拠点にいることが少ない。エンブレムは星を象ったもので、ほとんどの1期団団員は旗をアレンジして身にまとっている。
総司令
声 - 祐仙勇
新大陸調査団の総司令。40年ほど前に新大陸に渡った第1期の調査団。白髪で浅黒い肌をしている。調査班リーダーは彼の孫（娘夫婦の子）。実質的に調査団を指揮している人物で様々な作戦の立案や方針の決定を担う頭脳派であり、導蟲の特性を見つけたのも彼である。かつてはハンターであったが後遺症を負ったことにより現在は引退している。それでも大掛かりな作戦の際は自らフィールドに赴き直接指揮を執る。古龍を捕獲しようとしたという裏話もある。
料理長
調査団に料理を振舞う食事場「武器と山猫亭」の料理長である隻眼で大柄なアイルー族。元は大団長のオトモアイルーだったが引退して料理をやっている。普段は腕を組み、バンダナをして、背中に肉斬り包丁代わりの大剣を背負っている。下位の間は助手に調理を任せているが、上位になると自ら腕を振るって調理する。
技術班リーダー
声 - 拝真之介
調査資源管理所にて調査団の物資を管理している「リーダーズ」3人組の1人。小柄な竜人族の老爺で、2期団の親方からは「おやっさん」と呼ばれる。建築、発明、生産、改良など様々な分野を手がけ、調査拠点アステラを基礎から築いた超一流の技術者。
ソードマスター
太刀を愛用する第1期調査団の凄腕ハンター。2期団の親方や調査班リーダーからは「先生」と呼ばれている。口数は少なく武士めいた口調で話し、ネルギガンテ相手に互角に渡り合う実力の持ち主。旧式の剣士用装備を使用しスリンガーも付けていないが理由は「新しい物はよく分からない」かららしい。また頭装備に付いている傷はかつてテオ・テスカトルと戦った際に付けられたもの。
フィールドマスター
ハンターであると同時に編纂者でもある第1期調査団の白髪の女性。ハンターと編纂者のバディ制の提案者。受付嬢の憧れの人でもあり「おばさま」と呼び慕う。陸珊瑚の台地で初めて出会う。アステラには立ち寄ることはほとんどなく研究基地に行くと時々見かけることができる。
竜人族のハンター
声 - 川端快彰
第1期調査団のメンバーで、１期団のエンブレムをまいた操虫棍を使用。編み込みをした黒髪が特徴的。主人公の前に度々現れては様々な忠告を残す。調査団とは別の独特なルートで調査、探索を行っている。あまりに長く拠点に戻らない時期があったため、伝説の存在として調査団員の中で語られていたことがある。あまり多くを語らず不思議な雰囲気を醸し出している。
大団長
声 - 近藤浩徳
逆立つ銀髪と褐色の屈強な肉体を誇る大男で、その容姿から「マイペースな5期団」からはラージャンかと思ったと言われ、ラージャンが実装された後の調査を終えると、自ら「何故か親近感が沸く」と言っている。外見に違わず言動も行動も豪快で、スリンガー等の新装備も「自分で投げるからいらん」と使いたがらず、実際に左腕にはスリンガーの代わりにナイフ付きロープが巻かれている。第1期調査団であり、総司令とともに調査団を束ねる人物だが指揮運営を総司令に任せ、自身は単独でネルギガンテや竜結晶の地の調査を行なっていた。遅刻が嫌いらしい。映画版「モンスターハンター」とのコラボで、主人公のアルテミスが持っていた英語とモンハン語の翻訳本を譲られており、後に英語が話せるようになっている。

不明・その他
船長
新大陸と旧大陸を往来する航路の（事実上、調査団専属の）船長。1期団の頃から船員として調査団員や物資を運んでおり、前船長の引退に伴い船長の任に就いた。長年新大陸の海を見てきたエキスパートで、調査団員が引退したときや出産などで旧大陸に船を出すときは波間を見て彼が操縦していたらしい。古龍渡りで荒れた海が落ち着きを取り戻すと、交易船の船長として旧大陸から物資を仕入れるようになる。
古代竜人
新大陸に古くから住む小柄な竜人族。古龍の生態やゾラ・マグダラオスの行方を知っており、それを教える条件として主人公にある試練を課す。
容姿の異なる何人かが存在し、時折フィールドに現れ、アイテムをくれたり、オンライン時は武器の使用順位や死亡率の高いエリアなどを教えてくれたりする。
セリエナの料理長
渡りの凍て地に新たに作られた拠点である、セリエナで食事場を担当するアイルー族。温和で優しいおばあちゃんと言った風貌で、寒冷な気候のセリエナに合う温かいスープやシチューなどの煮込み料理を振舞う。
実はアステラの料理長の師匠であり、今回新大陸にやってきたのは弟子の腕前を見るためでもあった。料理についてはかなり厳しく指導しているようで、とあるムービー中にアステラの料理長の料理を味見して、容赦なくダメ出しするシーンがある。
将軍
黒龍ミラボレアスとの決戦のために、ギルドからやって来た使者。ミラボレアス討伐後探索ツアーに赴いていることがある。

## 舞台
本作の舞台は従来のシリーズになかった「新大陸」。様々なモンスターが生態系を作っている。
調査拠点アステラ
新大陸の南岸にある調査団の拠点。40年前にこの大陸に渡って来た第1次調査団が基礎を作った。歴代の調査団の船を改修して建造されている。
1階はアイテムの売買を行う流通エリア、2階は装備品の生産や強化を行う工房エリア、3階は食事を行う食事場、4階は他のプレイヤーとのマルチプレイのための集会場となる集会エリアのほか、自室に併設された武器の試し斬りや操作のトレーニングを行えるトレーニングエリアなどに分かれている。
研究基地
大峡谷を越えた先にある拠点。3期団が船を気球に改造し大峡谷を越えようとしたところ、風漂竜レイギエナによって墜落させられた。船自体は半壊しているが陸珊瑚の台地や瘴気の谷を調査するために拠点として修復された。
ゲーム開始当初は大峡谷に阻まれアステラとの往来が困難だった（が無事は確認されていた）ものの、後に大峡谷に裂け目が生じたため誰でもアステラと往来できるようになった。
拠点機能としては一部アイテムの売買のほか、アイテムやオトモの管理。アイスボーンにアップデート後は、基地でも装備の作成やバウンティの受注もできるようになった。
前線拠点セリエナ
アイスボーンから登場する｢渡りの凍て地｣に設営された拠点。アステラと同様の施設があるが、万年雪に覆われた場所なので暖房設備が充実している。
この拠点独自の施設として蒸気機関が設置されている他、マイルームと集会所には温泉が引き込まれている。また、武具店やマイルームから集会所に直接行き来できるようになっている。
古代樹の森
アステラの西方面に隣接する森。南側には海が広がり、中央には複数の樹木が重なり合って育った巨大な古代樹がそびえ立っている。
大蟻塚の荒地
アステラの東方面に隣接する荒地。巨大な岩山と見紛うほどの蟻塚群がある砂漠地帯や古代樹の森から流れてくる水源による湿地帯がある。
大峡谷
新大陸を横断する大規模な峡谷。谷の両側は険しく切り立った岩山になっているため空路、陸路ともに大陸奥地への往来を困難なものにしている。後にゾラ・マグダラオスが通過したことによる地殻変動で巨大な裂け目が生じ、そこからの陸路により大陸奥地との往来が容易となった。
陸珊瑚の台地
大峡谷を越えた先にある起伏に富んだ台地。海底がそのまま陸地になったような鮮やかな生態系になっており、時間帯によっては陸珊瑚が産卵をするためその卵を好物とするモンスターが集まってくる様子が見られる。後述の理由により新大陸でも類をみないほどの大きな生態系を擁している。
瘴気の谷
陸珊瑚の台地の直下に位置する谷。至る所に様々なモンスターの腐肉や骨が散乱しており、またそれらを分解するバクテリアの影響で有毒な瘴気が発生している。その環境上、腐肉食のモンスターやスカベンジャーが多く生息する。その見た目通りモンスター達の墓場の様相を呈しているが、実際には寿命を迎えた古龍が生涯を終える場所でもあり、その古龍の膨大なエネルギーが上層にある陸珊瑚の台地に影響を与えている。陸珊瑚の大地から時折小型モンスターやレイギエナの死体が落下してくる。剥ぎ取ることができ竜骨系のアイテムが出る。
地脈回廊
新大陸の地下に広がる巨大な鍾乳洞。地下深くの「地脈」に繋がる回廊（通り道）であり、天井や床に溶岩が溢れ熱気に満ちている。
龍結晶の地
溶岩地帯にほど近い、白く美しい「龍結晶」で形成された地。生命エネルギーに満ち、他の場所では見られない珍しい生物が多く生息している。下層の溶岩地帯ではクーラードリンクを飲まないとスリップダメージを受けてしまう。
渡りの凍て地
アイスボーンから登場する雪と氷に覆われたフィールド。寒冷地なのでホットドリンクを飲まないと、徐々にスタミナが減少していく。新大陸とは異なり、寒冷地に対応した生態系が広がっている。

## 開発
開発期間は構想も含めると約4年。
プロデューサーの辻本良三によると、全てを一から見直して、進化した『モンハン』を作りたかったと語っている。グラフィック面だけでなく出来ることが増え、ゲーム性やシステム面でも強化されている。
ゲームエンジンはMT Frameworkをベースに、本作のためにカスタマイズした次世代のエンジンを使っている。正式名称ではないが、開発スタッフの中では「ワールドエンジン」と呼ばれている。

## スタッフ
- プロデューサー - 辻本良三
- エグゼクティブ・ディレクター、アートディレクター - 藤岡要
- ディレクター - 徳田優也
- ディレクター（モンスターハンターワールド：アイスボーン） - 市原大輔

## 評価

### 批評
ゲームのメディア評価の指標であるメタスコアに関しては、モンスターハンターシリーズとしては最高のスコア90（PS4 & Xbox One）を獲得した。
日本のゲーム雑誌『週刊ファミ通』のクロスレビューでは39点（40点満点）でプラチナ殿堂入りした。
アメリカのIGNは9.5点（10点満点）を付け、「ゲームの可能性に挑む大胆な作品」と評した。ドイツの「コンピュータービルド」では9.6点（10点満点）とし、「グラフィックだけでなく新しい生態の内部にこだわった」とし「ズバ抜けた作品」と評価している。フランスの「ゲームクルト」では9点（10点満点）を付け「月日をかけて洗練され、進化した」と評している。
ゲームメディアのAutomaton(英語版)のAmber Vは日本におけるXbox One版の発売が2024年6月まで延びた原因として、ソニー・インタラクティブエンタテインメントがコンソール独占権を手に入れており、最低でもPS4版の発売直後に日本でOne版の媒体を配信しないように契約で制限していたのではないかと推測している。モンスターハンターポータブルシリーズの売り上げが日本でのみPlayStation Portableの市場の延命につながるほどの売り上げを叩き出していたものの、モンスターハンター3Gで任天堂にモンスターハンターシリーズの独占権を持ち込まれたことが原因でニンテンドー3DSの市場が経済的に盛り上がり、それ以降約7年間モンスターハンターの新作がPlayStation上でリリースされなかったことが原因と考えられる。

### 売上
本作はリリースから3日で500万本以上を出荷。これはデジタル版を含むもので、これまでのモンスターハンターシリーズの出荷数を上回る。ファミ通によると日本の小売店では135万本が販売され、デジタル版では推定200万本が販売、また同じ週ではPS4本体の販売数が増え、14万台以上が販売された。リリースから2週間後、カプコンはデジタル販売を含む出荷数が600万本に達し、全プラットフォームで最も売れているゲームであることを発表。これにより、ワールドはカプコンで4番目に売れているゲームとなった。NPD Groupは2018年の1月と2月でアメリカで最も売れたゲームとなったと報告している。2024年3月12日には全世界での販売本数が2500万本に達した。

### 受賞・ノミネート
| Year | Award                              | Category                                    | Result     | Ref                  |
| ---- | ---------------------------------- | ------------------------------------------- | ---------- | -------------------- |
| 2017 | Gamescom 2017                      | Best Booth Award                            | ノミネート | [ 43 ]               |
| 2017 | Gamescom 2017                      | Best Console Game (PlayStation 4)           | ノミネート | [ 43 ]               |
| 2017 | Gamescom 2017                      | Best Multiplayer Game                       | ノミネート | [ 43 ]               |
| 2017 | The Game Awards 2017               | Most Anticipated Game                       | ノミネート | [ 44 ]               |
| 2018 | 日本ゲーム大賞2018                 | 大賞                                        | 受賞       | [ 45 ] [ 46 ] [ 47 ] |
| 2018 | 日本ゲーム大賞2018                 | 優秀賞                                      | 受賞       | [ 45 ] [ 46 ] [ 47 ] |
| 2018 | ゴールデンジョイスティックアワード | Best Visual Design                          | ノミネート | [ 48 ] [ 49 ] [ 50 ] |
| 2018 | ゴールデンジョイスティックアワード | Best Audio Design                           | ノミネート | [ 48 ] [ 49 ] [ 50 ] |
| 2018 | ゴールデンジョイスティックアワード | Best Co-operative Game                      | 受賞       | [ 48 ] [ 49 ] [ 50 ] |
| 2018 | ゴールデンジョイスティックアワード | Ultimate Game of the Year                   | ノミネート | [ 48 ] [ 49 ] [ 50 ] |
| 2018 | The Game Awards 2018               | ゲーム・オブ・ザ・イヤー                    | ノミネート | [ 51 ] [ 52 ]        |
| 2018 | The Game Awards 2018               | Best RPG Game                               | 受賞       | [ 51 ] [ 52 ]        |
| 2018 | The Game Awards 2018               | Best Multiplayer Game                       | ノミネート | [ 51 ] [ 52 ]        |
| 2018 | Gamers' Choice Awards              | Fan Favorite Game                           | ノミネート | [ 53 ] [ 54 ]        |
| 2018 | Gamers' Choice Awards              | Fan Favorite Multiplayer Game               | ノミネート | [ 53 ] [ 54 ]        |
| 2018 | Gamers' Choice Awards              | Fan Favorite Role-Playing Game              | 受賞       | [ 53 ] [ 54 ]        |
| 2018 | チタニウム賞                       | Best Role-Playing Game                      | ノミネート | [ 55 ]               |
| 2018 | Australian Games Awards            | Multiplayer/Online Title of the Year        | ノミネート | [ 56 ]               |
| 2018 | Australian Games Awards            | RPG of the Year                             | ノミネート | [ 56 ]               |
| 2018 | Australian Games Awards            | ゲーム・オブ・ザ・イヤー                    | ノミネート | [ 56 ]               |
| 2019 | New York Game Awards               | Big Apple Award for Best Game of the Year   | ノミネート | [ 57 ]               |
| 2019 | New York Game Awards               | Statue of Liberty Award for Best World      | ノミネート | [ 57 ]               |
| 2019 | 22nd Annual D.I.C.E. Awards        | Role-Playing Game of the Year               | 受賞       | [ 58 ] [ 59 ]        |
| 2019 | NAVGTR Awards 2019                 | ゲーム・オブ・ザ・イヤー                    | ノミネート | [ 60 ]               |
| 2019 | NAVGTR Awards 2019                 | Character Design                            | ノミネート | [ 60 ]               |
| 2019 | NAVGTR Awards 2019                 | Design, Franchise                           | ノミネート | [ 60 ]               |
| 2019 | SXSWゲーム賞 2019                  | Excellence in Multiplayer                   | ノミネート | [ 61 ]               |
| 2019 | SXSWゲーム賞 2019                  | Trending Game of the Year                   | ノミネート | [ 61 ]               |
| 2019 | ファミ通アワード2018               | ゲーム・オブ・ザ・イヤー                    | 受賞       | [ 62 ] [ 63 ]        |
| 2019 | ファミ通アワード2018               | 優秀賞                                      | 受賞       | [ 62 ] [ 63 ]        |
| 2019 | Italian Video Game Awards          | People's Choice                             | ノミネート | [ 64 ]               |
| 2019 | Italian Video Game Awards          | ゲーム・オブ・ザ・イヤー                    | ノミネート | [ 64 ]               |
| 2019 | Italian Video Game Awards          | Best Game Design                            | ノミネート | [ 64 ]               |
| 2019 | Italian Video Game Awards          | Best Evolving Game                          | ノミネート | [ 64 ]               |
| 2019 | Game Critics Awards                | Best Ongoing Game                           | ノミネート | [ 65 ]               |
| 2019 | Gamescom 2019                      | Best Ongoing Game (アイスボーン)            | 受賞       | [ 66 ]               |
| 2019 | Golden Joystick Awards             | Best Game Expansion (アイスボーン)          | ノミネート | [ 67 ]               |
| 2019 | The Game Awards 2019               | Best RPG (アイスボーン)                     | ノミネート | [ 68 ]               |
| 2020 | NAVGTR Awards 2020                 | Character Design (アイスボーン)             | 未決定     | [ 69 ]               |
| 2020 | NAVGTR Awards 2020                 | Game, Franchise Role Playing (アイスボーン) | 未決定     | [ 69 ]               |
| 2020 | SXSW Gaming Awards 2020            | Excellence in Multiplayer (アイスボーン)    | 未決定     | [ 70 ]               |

## 主なアップデート
日時は注記のない限りUTC。
- タイトルアップデートVer.2.00（2018年3月22日）[71] - 無料アップデート第1弾。イビルジョーの追加実装、新装備の実装、各種武器のバランス調整、ロード処理の最適化など。
- タイトルアップデートVer.3.00（2018年4月19日）[72] - 無料アップデート第2弾。マム・タロトの追加実装、新フィールド「地脈の黄金郷」実装、新装備の実装、歴戦の個体のバランス調整など。
- タイトルアップデートVer.4.00（2018年5月31日）[73] - 無料アップデート第3弾。ナナ・テスカトリの追加実装、新装備の実装など。
- タイトルアップデートVer.5.00（2018年8月2日）[74] - 無料アップデート第4弾。『ファイナルファンタジーXIV』とのコラボによる魔獣ベヒーモスの追加実装、竜騎士をイメージした新装備の実装、環境生物にサボテンダーなどを実装、コラボオトモ装備としてモーグリなりきり装備実装など。
- タイトルアップデートVer.6.00（2019年2月8日）[75] - 無料アップデート第5弾。『ウィッチャー3』とのコラボによる異世界の怪物レーシェンの追加実装、ゲラルトなりきり装備や片手剣「ウィッチャーの銀の剣」の実装、コラボオトモ装備としてネッカーなりきり装備実装、新たなジェスチャー・スタンプ・ギルドカード背景・ポーズなど。
- タイトルアップデートVer.10.00（2019年9月5日）[76] - 無料アップデート第6弾。有料大型拡張コンテンツ「モンスターハンターワールド：アイスボーン」に対応。以降は「アイスボーン」購入が必要になる要素と、アップデートを適用するだけで楽しめる要素が含まれるようになる。「アイスボーン」にて新アクション「クラッチクロー」追加、武器ごとの新アクション、新拠点、新装備、新武器派生、新スキル、新モンスター、新フィールド、マスターランク、新マイハウスの「模様替え」機能などの追加。
- タイトルアップデートVer.11.00（2019年10月10日）[77] - 無料アップデート第7弾。「アイスボーン」にてラージャンの追加実装。導きの地の溶岩地帯開放。新マイハウスにてBGMを変更できる演奏ボックスを追加。
- タイトルアップデートVer.12.01（2019年12月5日）[78] - 無料アップデート第8弾。「アイスボーン」にてジンオウガ亜種、特殊クエストムフェト・ジーヴァの実装。導きの地の氷雪地帯開放。マイハウスの家具を追加。防衛隊シリーズ武器、防具の追加。

## コラボレーション
日時は注記のない限りUTC。
Horizon Zero Dawn
2018年1月26日 - 2月8日に第1弾として、全ユーザーに★5イベントクエスト「野生の教え」が配信された。クリアするとオトモ装備「機械獣ネコシリーズ」の素材が手に入る。
2018年2月28日 - 3月15日に第2弾として、全ユーザーに★6イベントクエスト「試練」が配信された。クリアするとハンター装備「アーロイの弓」「アーロイαシリーズ」の素材が手に入る。

Horizon Zero Dawn 凍てついた大地
2019年11月22日-1月10日に第1弾として，全ユーザーにM★6イベントクエスト「凍てついた大地へ」が配信された。クリアするとハンター装備「ストームスリンガー」の素材が手に入る。またフォーカスのチャームも作成できる。
2019年12月13日-1月10日に第2弾として，全ユーザーにM★6イベントクエスト「生き残り」が配信された。クリアするとハンター装備の「EXシールドウィーバーシリーズ」
「ストームスリンガー（逸品）」を生産・強化するための素材とオトモ装備の「EXフロストクローシリーズ」「EXフォージファイア」を生産するための素材が手に入る。
2019年12月27日-1月10日に第3弾として全ユーザーにM★6イベントクエスト「ファイアブレイク」が配信された。（生き残りをクリアしたユーザーのみ受注可能）
クリアするとハンター装備の「EXバヌークシリーズ」「アーロイの戦弓（逸品）」オトモ装備の「EX機械獣ネコシリーズ」「EX機械獣ネコグラインダα」の生産・強化素材が手に入る。
またフォーカス・タイプA/B/Cのチャームも生産できる。
上記のイベントクエストは季節ごとのアステラ祭、セリエナ祭で再配信される。

ユニバーサル・スタジオ・ジャパン

2018年1月26日 - 4月26日（日本時間）に先行配信第1弾として、アトラクション「モンスターハンター・ザ・リアル」体験者に★3イベントクエスト「USJ・躍動せよ、金の星達！」のプロダクトコードが配布された（利用期限は2018年1月26日 - 6月10日）。クリアするとハンター装備「蒼星の太刀」、オトモ装備「蒼星ネコシリーズ」の素材と、ギルドカード用背景および称号が手に入る。
2018年4月27日 - 6月24日（日本時間）に先行配信第2弾として、アトラクション「モンスターハンター・ザ・リアル」体験者にイベントクエスト「USJ・燃えよ、蒼き星達！」のプロダクトコードが配布された（利用期限は2018年4月27日 - 8月8日）。クリアするとハンター装備「蒼星ノ太刀【舞龍】」「蒼星ノ将αシリーズ」の素材と、ギルドカード用背景および称号が手に入る。
2020年3月にVR技術を駆使したアトラクション「モンスターハンターワールド: アイスボーン XR WALK」が公開され、アトラクション体験者に新たなコラボ武器やコラボ防具等が受けとれるクエストのプロダクトコードを配布予定であったが、新型コロナウイルス感染症の世界的流行により臨時休園を実施した。その影響でコラボアトラクション及びプロダクトコード配布が当面の間延期された。
2022年1月21日より「モンスターハンターワールド: アイスボーン XR WALK」がオープンし、オトモアイルー「にゃーリミット」、イベントクエスト「USJ・青熊たちの猛進マーチ！」「USJ・大社跡の大立ち回り！」が配信された。

ストリートファイターV アーケードエディション
2018年2月16日 - 3月1日に先行配信第1弾として、『ストリートファイターV』のセーブデータ所持者に★3チャレンジクエスト「泥土の道をいとわぬ者よ」が配信された。クリアするとハンター装備「リュウシリーズ」の素材と、ギルドカード用背景および称号、ポーズが手に入る。
2018年4月6日 - 4月19日に開催される季節イベント「アステラ祭【開花の宴】」にて、全ユーザーに「泥土の道をいとわぬ者よ」が再配信された。
2018年5月4日 - 5月17日に配信第2弾として、全ユーザーに★7チャレンジクエスト「乱れ桜は春爛漫」3種が配信された。クリアするとハンター装備「さくらシリーズ」の素材が手に入る。

ロックマン
2018年4月13日 - 4月26日に、全ユーザーに★7イベントクエスト「ラッシュ大騒動!!?」が配信された。クエスト中のBGMはロックマンシリーズのものとなり、また使用する武器種によって異なるBGMとなる。クリアするとオトモ装備「ロックマンαシリーズ」の素材が手に入る。

デビルメイクライ
2018年4月27日 - 5月10日に、全ユーザーに★8イベントクエスト「Code: Red」が配信された。クリアするとハンター装備「ダンテの魔剣」「ダンテαシリーズ」の素材が手に入る。防具はスリンガーを装備していないようなデザインになっているが、スリンガー弾を装填すると、左腕自体が「ナイトメア」に変化する。

ファイナルファンタジーXIV
2018年8月2日 ｰ 無料アップデート後から、ある一定の任務クエストクリア時に任意で開始されるコラボクエストが始まる。こちらは期間限定ではなくいつでもプレイできる仕様なのだが、クエストを受注し、クリアしないとNPCがアステラにとどまり続けてしまう。クリアすると前述にもあるコラボ装備のほか、ジェスチャー、操虫棍に付けられる虫（ドラゴン）が手に入る。
また、クエストクリア時より強化されたベヒーモスを討伐するクエストが主にアステラ祭にて期間限定配信されている。

ウィッチャー3 ワイルドハント
2019年2月8日 - 無料アップデート後から、ある一定の任務クエストクリア時に任意で開始されるコラボクエストが始まる。こちらは期間限定ではなくいつでもプレイできる仕様なのだが、クエストを受注し、クリアしないとNPCがアステラにとどまり続けてしまう。クリアすると前述にもあるコラボ装備のほか、ジェスチャー、ルーンの魔法石が手に入る。
なお、こちらのクエストはハンターではなくゲラルトを操作して固定装備でクエストをクリアしなければならず、クエスト仕様もウィッチャー3の世界を色濃く再現したものになっている。
また、クエストクリア時よりも強化されたレーシェンを討伐するクエストがアステラ祭にて期間限定配信されている。こちらのクエストをクリアすると、コラボ双剣、ウィッチャーの登場人物であるシリのなりきり装備の生産素材が手に入る。

アサシンクリード
2019年4月26日 - 5月17日に、全ユーザーに★8イベントクエスト「軽やかで恐ろしく、そして熱く」が配信された。クリアすると、「アサシンの装衣」「バエクシリーズ（重ね着）」の素材が手に入る。　バエクシリーズはなりきり装備の重ね着で、女性キャラクターにしていても強制的に浅黒い肌の男性になり、ボイスも野太い男性の固定になる。

バイオハザード RE:2
2019年11月8日 - 12月6日に、全ユーザーにM★5イベントクエスト「RE:戻り来た生物災害」が配信された。クリアするとワンセット防具「EXクレアαシリーズ」「EXレオンαシリーズ」と「チャーム」の素材が手に入る。更に、ダウンロードコンテンツで受付嬢着せ替え衣装として「なりきりタイラント」が購入可能になっている。
なお、このクエストでは新規状態異常として「ゾンビ状態」があり、この状態異常は瘴気耐性スキルでの無効化では効果が無く、マップに存在する「グリーンハーブ」でしか解除出来ないという仕様になっている。
ゾンビ状態になると、ダメージを受けた際のリアクションが無くなり体力も自動で回復していくが、回避などの一部アクションが使用出来なくなり、回復薬等の通常時の回復効果が無効となってしまう。
映画「モンスターハンター」
2020年12月4日-2021年12月3日に，全ユーザーにM★1イベントクエスト「The New World 新世界にて」が配信された。クリアすると映画「モンスターハンター」の主人公であるアルテミスの防具「EXアルテミスαシリーズ」の素材が手に入る。小ネタとして「MH2ndG」などのフィールド，砂漠で流れていた戦闘BGMが流れる。
上記以外にも同時に，全ユーザーにM★1イベントクエスト「Our World　私達の世界へ」も配信された。クリアすると重ね着【アルテミス】衣装の素材が手に入る。こちらも小ネタとして「MH2ndG」などのフィールド，森丘で流れていた戦闘BGNが流れる。また映画仕様なのか登場するモンスター「リオレウス」が巨大化している。
映画「モンスターハンター」の主人公アルテミスを操作するため，これらの2つのクエストはソロ専用仕様になっている。

## 中国での配信停止
中国で同ゲームを配信していた騰訊は、中国政府の要請を受け入れて配信を停止したと発表した。

## 関連商品

### 書籍
モンスターハンター：ワールド PS4版 新大陸狩猟ガイド カプコン公認
ISBN 978-4-08-779765-7
2018年1月26日発売。ソフトと同時発売された攻略本。集英社、Vジャンプブックス。
モンスターハンター：ワールド 攻略ガイド
ISBN 978-4-04-893658-3
2018年1月26日発売。ソフトと同時に発売された、ハンターランク12までの情報が掲載された攻略本。KADOKAWA、電撃の攻略本。
モンスターハンター：ワールド 公式データハンドブック モンスターの知識書
ISBN 978-4575165142
2018年2月27日発売。双葉社。
モンスターハンター：ワールド 公式データハンドブック 武器の知識書
ISBN 978-4575165159
2018年2月27日発売。双葉社。
モンスターハンター：ワールド 公式データハンドブック 防具の知識書
ISBN 978-4575165166
2018年2月27日発売。双葉社。
モンスターハンター：ワールド 公式データハンドブック フィールド&アイテムの知識書
ISBN 978-4575165173
2018年2月27日発売。双葉社。
モンスターハンター：ワールド 生命の大地に
ISBN 978-4-04-735057-1
2018年3月30日発売。ノベライズ。著者は氷上慧一。KADOKAWA（編集はファミ通文庫編集部）。
新大陸スケッチ紀行 〜モンスターハンター：ワールド 編纂者日誌〜
ISBN 978-4047333451
2018年9月25日発売。KADOKAWA。
モンスターハンター：ワールド ウェポンマニアクス
ISBN 978-4049120837
2018年7月28日発売。KADOKAWA。
モンスターハンター：ワールド オトモダチ調査団
ISBN 978-4-04-631862-6
2018年12月15日発売。ノベライズ。著者は相坂ゆうひ。KADOKAWA、角川つばさ文庫。
DIVE TO MONSTER HUNTER：WORLD モンスターハンター：ワールド 公式設定資料集
ISBN 978-4-19-864768-1
2019年1月29日発売。徳間書店。
モンスターハンターワールド：アイスボーン 攻略ガイド
ISBN 978-4049128499
2019年9月6日発売。KADOKAWA、電撃の攻略本。
DIVE TO MONSTER HUNTER WORLD:ICEBORNE モンスターハンターワールド:アイスボーン 公式設定資料集
ISBN 978-4198654863
2022年5月27日発売。徳間書店。

### CD
モンスターハンター：ワールド オリジナル・サウンドトラック
2018年2月14日発売。CD3枚組。カプコン・セルピュータレーベルより発売。
モンスターハンターワールド：アイスボーン オリジナル・サウンドトラック
2019年9月25日発売予定。CD3枚組。カプコン・セルピュータレーベルより発売。